# E. P. Sanders
Ed Parish Sanders FBA (18 de abril de 1937 - 21 de novembro de 2022) foi um estudioso do Novo Testamento norte-americano e um dos principais proponentes da "Nova Perspectiva sobre Paulo". 

## Carreira
Ele foi um grande estudioso na erudição sobre o Jesus histórico e contribuiu para a visão de que Jesus fazia parte de um movimento de renovação dentro do judaísmo.  Sanders se identificou como um "protestante liberal, moderno e secularizado" em seu livro Jesus e o Judaísmo; O também estudioso John P. Meier o chamou de protestante pós-liberal. Foi professor de Artes e Ciências da Religião na Duke University, Carolina do Norte, de 1990 até sua aposentadoria em 2005.
Sanders foi membro da Academia Britânica. Em 1966, ele recebeu o título de Doutor em Teologia pelo Union Theological Seminary, em Nova York. Em 1990, recebeu o título de Doutor em Letras pela Universidade de Oxford e de Teologia pela Universidade de Helsinque. Foi autor, coautor ou editor de 13 livros e inúmeros artigos. Ele recebeu uma série de prêmios, incluindo o University of Louisville 1990 e Louisville Presbyterian Theological Seminary Grawemeyer Award para o melhor livro sobre religião, Jesus and Judaism (Fortress Press, 1985).

## Publicações selecionadas

### Livros
- Sanders, E. P. (1969). The Tendencies of the Synoptic Tradition (Ph.D.). Cambridge: Cambridge University Press. ISBN 0-521-07318-9
- ——— (1977). Paul and Palestinian Judaism. London: SCM Press. ISBN 0-8006-1899-8
- ———; Baumgarten, Albert I.; Mendelson, Alan; Meyer, Ben F., eds. (1980). Jewish and Christian Self-Definition, Volume 1: The Shaping of Christianity in the Second and Third Centuries. Londres: SCM Press. ISBN 978-0-3340-0818-7
- ———; Baumgarten, Albert I.; Mendelson, Alan, eds. (1981). Jewish and Christian Self-Definition, Volume 2: Aspects of Judaism in the Graeco-Roman Period. Londres: SCM Press. ISBN 978-0-3340-0819-4
- ———; Meyer, Ben F., eds. (1982). Jewish and Christian Self-Definition, Volume 3: Self-definition in the Graeco-Roman World. Londres: SCM Press. ISBN 978-0-3340-0822-4
- ——— (1983). Paul, the Law, and the Jewish People. Minneapolis, MN: Augsburg Fortress Publishers. ISBN 0-8006-1878-5
- ——— (1985). Jesus and Judaism. London: SCM Press. ISBN 0-334-02091-3
- ———; Davies, Margaret (1989). Studying the Synoptic Gospels. Londres: SCM Press. ISBN 0-334-02342-4
- ——— (1990). The Question of Uniqueness in the Teaching of Jesus (The Ethel M. Wood Lecture, 15 February 1990). London: University of London. ISBN 0-718-70961-6
- ——— (1990). Jewish Law from Jesus to the Mishnah. London: SCM Press. ISBN 0-334-02102-2
- ——— (1991). Paul. Oxford: Oxford Paperbacks. ISBN 0-19-287679-1
- ——— (1992). Judaism: Practice and Belief. London: SCM Press. ISBN 0-334-02470-6
- ——— (1993). The Historical Figure of Jesus. London: Penguin Books. ISBN 0-14-014499-4
- ——— (2001). Paul: A Very Short Introduction. Oxford: Oxford Paperbacks. ISBN 0-19-285451-8
- ——— (2015). Paul: The Apostle's Life, Letters, and Thought. Minneapolis, MN: Fortress Press. ISBN 978-0-80-062956-4

### Artigos e capítulos
- ——— (1973). «Patterns of Religion in Paul and Rabbinic Judaism: A Holistic Method of Comparison». Harvard Theological Review. 66 (4): 455–478. doi:10.1017/S0017816000018125
- ——— (1993). «Jesus in Historical Context». Theology Today. 50 (3): 429–448. doi:10.1177/004057369305000309
- ——— (1996). «Jesus' Relation to Sepphoris». In:  Nagy, Rebecca Martin; Meyers, Eric M.; Meyers, Carol L.;  et al. Sepphoris in Galilee: Crosscurrents of Culture. Raleigh: North Carolina Museum of Art. pp. 75–79. ISBN 978-0-8825-9971-7
- ——— (2001). «Jesus' Galilee». In:  Dunderberg, Ismo;  et al. Fair Play: Diversity and Conflicts in Early Christianity: Essays in Honor of Heikki Räisänen. Col: Novum Testamentum Supplements. 103. Leiden: Brill. pp. 3–41. ISBN 978-9-0041-2359-5
- ——— (2010). «Jesus of Nazareth». In:  Collins, John J.; Harlow, Daniel C. The Eerdmans Dictionary of Early Judaism. Grand Rapids, MI: Eerdmans. pp. ?. ISBN 978-0-8028-2549-0